# Котентин
Котентин (фр. Cotentin) је француско полуострво у Доњој Нормандији на обали канала Ламанш. Административно припада департману Манш.
На западној обали полуострва се налази познати средњовековни манастир Мон Сен Мишел. Котентин је био једна од локација где су се савезничке трупе искрцале 6. јуна 1944. у операцији Оверлорд (плажа Јута).